# 木心
木心（1927年2月14日—2011年12月21日），本名孙璞，字仰中，号牧心，浙江乌镇人，中国画家、作家、诗人。曾旅居美国多年，晚年回到乌镇居住，乌镇现有木心故居纪念馆和木心美术馆可以供游客参观。

## 生平
木心出生于乌镇一富裕家庭，和茅盾是同乡。1946年，就读于刘海粟创立的上海美术专科学校(即现在南京艺术学院)学习油画，但20岁出头的木心因为领导学生运动，被当时的上海市长吴国桢亲自下令开除学籍，又被国民党通缉，走避台湾。直到1949年中华人民共和国成立之前，才回到大陆。1948年自上海美术专科学校毕业，是林風眠的学生。毕业后，任教于杭州高级中学（省立杭高）。同年，出任杭州绘画研究社社长。1950年代起在上海工艺美术研究所任职。期间他利用业余时间从事文学创作。文化大革命期间他因言获罪于1971年被关进废弃防空洞半年之久，然后又是劳动改造，一共被囚禁18个月，所有作品皆被烧毁，三根手指被折断，原先他自订的二十二册文学作品也都被查抄。狱中，他用写“坦白书”的纸笔写出了洋洋65万言的《狱中笔记》。出了监狱的第一件事情是前往北京，负责修缮人民大会堂，因为他曾经是1950年代北京十大建筑的室内设计师之一。他还曾任上海工艺美术家协会秘书长、杭州绘画研究社社长、上海市工艺美术中心总设计师、交通大学美学理论教授等职。在1977年到1979年间，遭遇软禁，这也是木心二十年间第三次被限制人身自由。1979年获平反，任工艺美术家协会秘书长。
1982年，木心自费留学前往美国纽约，后定居于此，继续其绘画及文学事业。当时，木心的诗歌已经有脱离现代诗的端倪。80年代他开始以一句话的形式写作俳句，1986年于台湾出版《琼美卡随想录》，首度发表了他的一行式俳句，影响了日后台湾的自由句发展，与隐地并列为自由句的先驱。此后他出版了包括《散文一集》、《琼美卡随想录》等在内的十余部作品。他还曾在各地举办个人画展。此外，他还于1989年至1994年间为旅居纽约的一群文艺爱好者讲授《世界文学史》。2005年他受家乡乌镇的邀请回国定居。2006年，在大陆出版了第一本书：散文集《哥伦比亚的倒影》，内中选编《九月初九》、《哥伦比亚的倒影》、《上海赋》等最能表现木心行文风格的散文13篇。2011年10月因肺部感染住進桐鄉第一人民醫院，同年12月21日凌晨三時在該医院病逝。

## 年表
1927年，生于浙江乌镇。
1948年，毕业于上海美术专科学校，即现在南京艺术学院。
1949年，任杭州绘画研究社社长。
1956 年 7 月，学生诬告木心组建 “反动小集团”，木心第一次入狱，关了半年。
1951年至1966年，从事展览美术设计。
1980年，任《美化生活》杂志主编，上海工艺美术协会常务理事、秘书长，获日本神奈川1980年春季美术大展一等金奖。
1982年，赴美国游学。
1983年，在纽约林肯中心国家画廊举行水墨画展。
1984年，在哈佛大学亚当斯阁举行彩墨画展及收藏仪式。
1986年，入列《海外华人名人录》（北京版）。
1984年以来，应邀在欧、美、港、台的华文刊物发表大量文章，《联合文学》创刊号特出专卷“木心散文个展”，形成文学狂飙。纽约《中报》召开“木心散文专题座谈会”，台湾洪范书店争先出版木心著作，接着圆神、远流等出版社连出小说、散文、诗篇十二集。
2001年至2003年，在美国举办了“木心的艺术”巡回展，首展于2001年10月2日在耶鲁大学美术馆开幕，先后巡展至芝加哥大学斯马特美术馆、檀香山艺术博物馆和纽约亚洲协会博物馆。《纽约时报》、《纽约》杂志、《耶鲁先驱报》等媒体曾予以报道。最后此33幅作品全部捐赠给耶鲁大学美术馆收藏。
2006年，归国定居故乡乌镇。出版《哥伦比亚的倒影》，成为该年度读书界的炫目热点。后，广西师范大学出版社连出木心著作八集，2008年又出版若干代表性的晚成精华之作，2010年出版木心作品集精装本。
2011年12月21日凌晨三点去世。

## 著作
- 《散文一集》
- 《会吾中》
- 《马拉格计划》
- 《同情中断录》
- 《哥伦比亚的倒影》
- 《琼美卡随想录》
- 《温莎墓园日记》
- 《即兴判断》
- 《素履之往》
- 《愛默生家的惡客》
- 《西班牙三棵树》
- 《我纷纷的情欲》
- 《詩經演》
- 《鱼丽之宴》
- 《巴珑》
- 《偽所羅門書︰不期然而然的個人成長史》
- 《雲雀叫了一整天》
- 《空房》
- 《木心画集》
- 《文学回忆录》-该书属“木心讲述”严格意义上不属于木心的作品，主要由陈丹青课堂笔记经修定而成（2013.1.1，广西师范大学出版社）

## 轶闻
木心是《世界经济导报》报头的提字者。